# Акіра Шмід
Акіра Шмід (нім. Akira Schmid; нар. 12 травня 2000) — швейцарський професійний хокеїст, воротар команди НХЛ «Нью-Джерсі Девілс». Був обраний «Дияволами» у п’ятому раунді під 136-ом загальним номером, на драфті НХЛ 2018. У складі «Девілс» дебютував у сезоні 2021/22. У сезоні 2022/23, як гравець «Девілс», дебютував у матчах Кубка Стенлі.